# Dillenia papyracea
Dillenia papyracea är en tvåhjärtbladig växtart som beskrevs av Merrill. Dillenia papyracea ingår i släktet Dillenia och familjen Dilleniaceae. Inga underarter finns listade i Catalogue of Life.